# Valdetrudis de Mons
Santa Valdetrudis (en francés: Waudru; en neerlandés: Waldetrudis) (Cousolre, Austrasia, 612 - Mons, 9 de abril de 686/88) es una santa patrona de Mons y de Herentals, Bélgica.

## Biografía
Valdetrudis fue hija de San Walberto y Santa Bertilia, hermana de Santa Aldegunda y prima de Santa Aye, así como madre de cuatro hijos canonizados. Se casó con San Vincente de Soignies, conde de Hainaut, con quien tuvo cuatro hijos: Landerico (obispo de París), Dentelino (quien murió siendo todavía joven), Aldetrudis (abadesa del monasterio de Maubeuge) y Madelberta (abadesa del mismo monasterio), todos, esposo e hijos, son venerados como santos.
Cuando los hijos crecieron, la pareja se separó sin disolver el vínculo matrimonial, para dedicarse a la vida religiosa. Valdetrudis se fue a vivir en soledad en una pequeña vivienda y posteriormente ingresó en la comunidad de Maubeuge, pero ella se quedó fuera de la abadía para poder llevar una vida todavía más austera.
Posteriormente, fundó su propio convento cerca de Chateaulieu, en el centro de lo que actualmente es la ciudad de Mons en Bélgica. Con el tiempo, se ganó notoriedad e, incluso, se le fueron atribuidas bastantes curaciones milagrosas. Murió en el año 688, para ese año ya tenía once años de viuda.

## Veneración
Su culto se desarrolla a partir al menos por el siglo IX, momento en el que un monje de Mons redactó en latín una hagiografía de Valdetrudis. Su nombre fue introducido en el Martirologio Romano en el año 1679. Santa Valdetrudis es la patrona de Mons, ciudad que también custodia sus reliquias en una iglesia del siglo XV, construida cerca de Chateaulieu.
Las reliquias de Santa Valdetrudis se conservan en la colegiata que lleva su nombre en Mons. Cada año en las fiestas de la Ducasse de Mons, son llevadas en procesión sobre un vehículo conocido como el car d'or.
En la plaza de la población francesa de Hautmont se pueden apreciar las estatuas de bronce de cuatro santos: Waldetrudis, Vicente, Aldegunda y Amando.

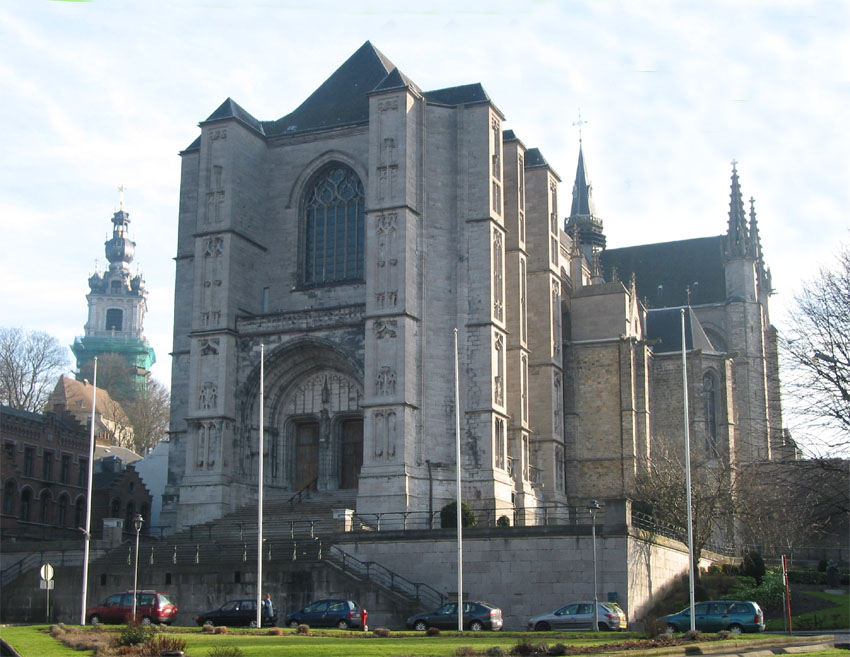
Colegiata de Santa Valdetrudis
(Ste-Waudru) en Mons, Bélgica.